# داركو بيريتش
داركو بيريتش (16 فبراير 1978 - ) هو لاعب كرة قدم كرواتي في مركز جناح ‏. لعب مع بايرن ميونخ الثاني.

## وصلات خارجية
- داركو بيريتش على موقع قاعدة بيانات كرة القدم.إي يو (الإنجليزية)